# Bosobolo (territoire)
Le territoire de Bosobolo est une entité déconcentrée de la province du Nord-Ubangi au nord de la  république démocratique du Congo.

## Subdivisions
Le territoire est constitué de la commune de Bosobolo et de trois secteurs :
| Subdivision | Statut  | Notes                          |
| ----------- | ------- | ------------------------------ |
| Bosobolo    | Commune | 7 conseillers municipaux       |
| Bandas      | Secteur | 5 groupements de 155 villages  |
| Bili        | Secteur | 10 groupements de 172 villages |
| Bosobolo    | Secteur | 8 groupements de 83 villages   |

## Démographie
| 1994    | 2004    |
| ------- | ------- |
| 163 903 | 240 633 |